# Frank Behnke (Regisseur)
Frank Behnke (* 20. März 1962 in Haste bei Hannover) ist ein deutscher Theaterregisseur und Dramaturg.

## Leben
Frank Behnke studierte Literaturwissenschaften mit Schwerpunkt Theater und Medienwissenschaften an der Universität Hamburg. Seit Anfang der 1990er Jahre arbeitet er als Dramaturg und Regisseur. Sein erstes Festengagement hatte er als Dramaturgie- und Regieassistent an der Landesbühne Niedersachsen in Wilhelmshaven. Zur Spielzeit 1993/94 ging er als Schauspieldramaturg an die Städtischen Bühnen Osnabrück. Ab der Spielzeit 1997/98 übernahm er dort die Leitung der Schauspieldramaturgie. Anschließend war er von 1998 bis 2000 Chefdramaturg und Leiter der Öffentlichkeitsarbeit am Schlosstheater Celle. Von der Spielzeit 2000/01 bis zur Spielzeit 2009/10 war er am Staatstheater Nürnberg als leitender Schauspieldramaturg und Stellvertreter des Schauspieldirektors Klaus Kusenberg engagiert. Dort war er für die Um- und Neugestaltung des Spielplans des Schauspiels Nürnberg verantwortlich. Gemeinsam mit Kusenberg legte er den Schwerpunkt u. a. auf die zeitgenössische Theaterliteratur mit zahlreichen Ur- und Erstaufführungen.
Am Staatstheater Nürnberg realisierte Behnke Inszenierungen von Stücken u. a. von Thomas Bernhard, Federico García Lorca, Lukas Bärfuss und George Tabori. Für seine Inszenierung von Thomas Bernhards Alte Meister in der Spielzeit 2004/05 (Premiere: November 2004) wurde er 2005 mit dem Publikums- und Jurypreis der Bayerischen Theatertage ausgezeichnet.
2008 übernahm er am Landestheater Schwaben die Regie bei Schillers Don Karlos. In der Spielzeit 2009/10 inszenierte er Goethes Drama Iphigenie auf Tauris am Stadttheater Ingolstadt.
In der Spielzeit 2010/11 wurde er leitender Dramaturg am Deutschen Schauspielhaus in Hamburg. Ab der Spielzeit 2012/13 war er Schauspieldirektor an den Städtischen Bühnen Münster. Dort inszenierte er u. a. Die Räuber (Spielzeit 2012/13), Hamlet (Spielzeit 2013/14), Ein Volksfeind (Spielzeit 2013/14; Premiere: Dezember 2013), Othello (Spielzeit 2015/16), Die Verschwörung des Fiesco zu Genua (Spielzeit 2015/16), Die Nibelungen (Spielzeit 2016/17), Die heilige Johanna der Schlachthöfe (Spielzeit 2016/17) und Die Katze auf dem heißen Blechdach (Spielzeit 2017/18).
In der Spielzeit 2013/14 inszenierte er als Gastregisseur am E.T.A.-Hoffmann-Theater in Bamberg das Theaterstück Die Opferung von Gorge Mastromas von Dennis Kelly. Als Gastregisseur arbeitete er auch am Theater Hof (Spielzeit 2016/17), am Theater Ingolstadt (Spielzeit 2017/18) und erneut am Staatstheater Nürnberg (Spielzeit 2017/18) und am Theater Münster. In der Spielzeit 2018/19 inszenierte er am Theater Münster den Schiller’schen Wilhelm Tell.
Als Schauspieldirektor war er in der Spielzeit 2019/20 Initiator und künstlerischer Leiter des NRW-Theatertreffens am Theater Münster.
Zu Beginn der Spielzeit 2021/22 wechselte Behnke als Schauspieldirektor ans Staatstheater Meiningen.

## Inszenierungen (Auswahl)
- 1993/94: Javier Tomeo: Mütter und Söhne (Landesbühne Niedersachsen Nord, Wilhelmshaven)
- 1994/95: Ad de Bont: Mirad, der Junge aus Bosnien (Theater Osnabrück)
- 1998/99: Horst Vincon: Der Goethe muss weg (UA, Schlosstheater Celle)
- 2004/05: Thomas Bernhard: Alte Meister (Schauspiel Nürnberg)
- 2005/06: Thomas Bernhard: Heldenplatz (Schauspiel Nürnberg)
- 2006/07: Federico García Lorca: Bernarda Albas Haus (Schauspiel Nürnberg)
- 2007/08: Lukas Bärfuss: Die Probe (Schauspiel Nürnberg)
- 2007/08: Friedrich Schiller: Don Karlos (Landestheater Schwaben, Memmingen)
- 2008/09: Werner Fritsch: Enigma Emmy Göring (Schauspiel Nürnberg)
- 2009/10: Johann Wolfgang von Goethe: Iphigenie auf Tauris (Stadttheater Ingolstadt)
- 2012/13: Friedrich Schiller: Die Räuber (Theater Münster)
- 2012/13: Tennessee Williams: Frühlingsstürme (DSE, Theater Münster)
- 2013/14: William Shakespeare: Hamlet (Theater Münster)
- 2013/14: Henrik Ibsen: Ein Volksfeind (Theater Münster)
- 2013/14: Dennis Kelly: Die Opferung von Gorge Mastromas (E.T.A.-Hoffmann-Theater Bamberg)
- 2014/15: Anton Cechow: Platonow (Theater Münster)
- 2014/15: Tennessee Williams: Licht unter Tage (Theater Münster)
- 2014/15: Wolfgang Herrndorf: Tschick (ETA-Hoffmann-Theater Bamberg)
- 2015/16: William Shakespeare: Othello (Theater Münster)
- 2015/16: Friedrich Schiller: Die Verschwörung des Fiesco zu Genua (Theater Münster)
- 2015/16: Ferdinand von Schirach: Terror (Staatstheater Nürnberg)
- 2016/17: Friedrich Hebbel: Die Nibelungen (Theater Münster)
- 2016/17: Bertolt Brecht: Die heilige Johanna der Schlachthöfe (Theater Münster)
- 2016/17: Simon Stephens: Three Kingdoms (Theater Hof)
- 2017/18: Tennessee Williams: Die Katze auf dem heißen Blechdach (Theater Münster)
- 2017/18: Theresia Walser: Ich bin wie ihr, ich liebe Äpfel (Theater Münster)
- 2017/18: Lot Vekemans: Falsch (DSE, Theater Münster)
- 2017/18: Frank Wedekind: Lulu (Theater Ingolstadt)
- 2017/18: William Shakespeare: Wie es euch gefällt (Staatstheater Nürnberg)
- 2017/18: Gabriel Chevallier: Heldenangst (UA, Theater Münster)
- 2018/19: Friedrich Schiller: Wilhelm Tell (Theater Münster)
- 2018/19: Joël Pommerat: Kreise/Visionen (E.T.A.-Hoffmann-Theater Bamberg)
- 2018/19: Ödön von Horváth: Kasimir und Karoline (Theater Münster)
- 2019/20: Aischylos: Die Perser (Theater Hof)
- 2019/20: Martin Heckmanns: Mein Vater und seine Schatten (UA, Theater Münster)
- 2020/21: Anton Tschechow: Die Möwe (Theater Münster)
- 2020/21: Thomas Bernhard: Alte Meister (Theater Münster)
- 2021/22: William Shakespeare/Wolfram Lotz: Julius Caesar/Die Politiker (Staatstheater Meiningen)
- 2021/22: Tennessee Williams: Auf der Flucht (DSE, Staatstheater Meiningen)
- 2022/23: William Shakespeare: Was ihr wollt (Staatstheater Meiningen)
- 2022/23: Friedrich Schiller: Maria Stuart (Staatstheater Meiningen)
- 2023/24: Anton Tschechow: Drei Schwestern (Staatstheater Meiningen)
- 2024/25: Anna Gmeyner: Ende einer Verhandlung (UA, Staatstheater Meiningen)
- 2024/25: Agatha Christie: Die Mausefalle (Theater Hof)